# Стефан Гамизов
Стефан Тодоров Гамизов е български бизнесмен и общественик.

## Биография
Роден е на 15 април 1971 г. в София, но израства в Монтана (според много източници неправилно като родно място се сочи Лясковец). Следва хидрогеология във Висшия минно-геоложки институт в София. През 1992 година регистрира „Стефан Гамизов – Комерсиал“ ЕТ в град Монтана, а след това – „Ес Джи Инженеринг“ ЕООД, както и много други фирми.
Става популярен с политическите си коментари в българските медии.

## Критика
Обществената дейност на Стефан Гамизов дава повод на медиите в България за коментари по негов адрес. Според „Дарик Нюз“ той е „загадъчен експерт с нетрадиционни прогнози за политическото бъдеще на страната“. През 2008 г. критикува дейността на ДАНС, заради което нейният ръководител Петко Сертов изнася информация, че „Стефан Гамизов има отношения с лица, свързани с дейността на организирани престъпни групи“.
Заедно с Харалан Александров създава и председателства организацията „Гражданска лига на България“, чиято цел е защитата на конституционните права на гражданите на Република България. По този повод бившите служители на Стефан Гамизов от фалиралото списание „Идеалист“ публично изказват съмнение в „собствената отговорност и спазване на поетите ангажименти“ от негова страна, заради това че бави да им изплати заплатите. Сериозна критика получава заради твърденията си и от страна на вестник „Новинар“.